# Les Mystères du Clos des Lilas
Pour plus de détails, voir Fiche technique et Distribution.
Les Mystères du Clos des Lilas est un téléfilm franco-belge écrit et réalisé par Lorenzo Gabriele et diffusé pour la première fois en Belgique le 28 novembre 2024 sur La Une et en France le 7 décembre 2024 sur France 3.
Ce polar, qui fait partie de la collection policière de France 3 Les Mystères de..., est une coproduction de Flach Film Production, France Télévisions, AT-Productions et la RTBF (télévision belge), réalisée avec la participation de la Radio télévision suisse (RTS), de TV5 Monde et du CNC,,.

## Synopsis
La pianiste concertiste Mylène Kalbat est retrouvée assassinée, étouffée durant son sommeil dans sa villa du Clos des Lilas, près de Lyon.
La capitaine de gendarmerie Anna Lidman est appelée sur les lieux du crime alors qu'elle est en congé et en randonnée avec sa mère Catherine, journaliste.
Comme c'est son anniversaire, sa mère obtient d'elle de pouvoir l'accompagner dans son enquête, officiellement en stage d'observation. Mais, non seulement, Catherine s'incruste dans l'enquête, mais elle se met également à jouer les entremetteuses entre sa fille et le beau lieutenant Pierre Adam.

## Fiche technique
Sauf indication contraire, les informations mentionnées dans cette section peuvent être confirmées par la base de données cinématographiques Allociné,  présente dans la section « Liens externes ».
- Titre français : Les Mystères du Clos des Lilas
- Réalisation : Lorenzo Gabriele[1],[3],[6],[7]
- Scénario : Lorenzo Gabriele
- Musique : David Imbault et Gabriel Marini
- Décors : Caroline Bourlier
- Costumes : Virginie Dubroca
- Photographie : Philippe Lardon
- Son : Jérôme Gardon
- Coiffure : Félix Puget
- Production : Sylvette Frydman, Jules Boyer et Marie Van Glabeke
- Sociétés de production : Flach Film Production, France Télévisions, AT-Productions et la RTBF[1],[2],[3]
- Pays de production :  France /  Belgique
- Langue originale : français
- Format : couleur
- Genre : Drame, policier[1],[6]
- Durée : 90 minutes[3],[6],[8]
- Dates de première diffusion :
  - Belgique : 28 novembre 2024 sur La Une[9]
  - France : 7 décembre 2024 sur France 3[7]

## Distribution
- Blandine Bellavoir : capitaine de gendarmerie Anna Lidman
- Fanny Cottençon : Catherine Lidman, la mère d'Anna, journaliste
- Marie Rousseau : Mylène Kalbat, pianiste
- Piérick Tournier : lieutenant Pierre Adam
- Julie Dray : Claire Favin, la fille de Mylene
- Emmanuelle Bouaziz : Laurence Esteban, l'épouse de Claire
- Noémie Zeitoun : Julia Weber, pianiste
- Aurélie Konaté : Naomie Lejeune, l'assistante de Mylene
- Christophe Gendreau : Marc Fos, le manager de Mylene
- Laurent Secco : Antoine Miron, admirateur de Mylene
- Loic Risser : le Procureur

## Production

### Genèse et développement
Le téléfilm est écrit et réalisé par Lorenzo Gabriele,,,.
La production est assurée par Flach Film Production, France Télévisions, AT-Productions et la RTBF,.

### Attribution des rôles
Les rôles principaux sont interprétés par Blandine Bellavoir et Fanny Cottençon. À Télépro qui lui demande ce qui lui a donné l'envie d'accepter ce rôle, Blandine Bellavoir répond : « À la lecture du scénario, j'ai aimé comment Lorenzo Gabriele réussissait à nous balader sur cet équilibre fragile propre au lien mère/fille. J’ai vite fait confiance au regard délicat que Lorenzo porte sur les gens, et sur la vie, à cette liberté qu’il redonnait à l’expression de nos sentiments et de nos émotions, tout en gardant le cap de sa mise en scène subtile. Et, au contact de Fanny Cottençon, tout a paru si évident, comme si l’on émettait sur la même fréquence. Le lien était là tout de suite, pudique et authentique, et si joyeux… ».

### Tournage
Le tournage se déroule du 6 mai au 7 juin 2024 à Lyon et dans sa région,,.

## Accueil

### Diffusions et audience
En Belgique, le téléfilm, diffusé le 28 novembre 2024 sur La Une, est regardé par 200 734 téléspectateurs et se classe premier en termes d'audience.